# Megaphasma dentricus
Megaphasma dentricus é uma espécie da família dos diafemorídeos (diapheromeridae). Com 11 centímetros de comprimento, é o inseto mais longo da cidade de Grande Prairie do Canadá. Pode ser verde claro ou marrom.
A espécie foi originalmente classificada no gênero Diapheromera em 1875. Em 1903, a espécie foi transferida para o gênero Megaphasma pelo entomologista americano Andrew Nelson Caudell.